# Ivan Alypov
Ivan Alypov, né le 19 avril 1982 à Sverdlovsk, est un fondeur russe. Il débute en Coupe du monde en octobre 2003 et obtient son premier podium individuel en janvier 2004 sur le trente kilomètres d'Otepää, ce qui reste le seul de sa carrière. Lors des Jeux olympiques d'hiver de 2006, il est médaillé de bronze en sprint par équipes.

## Palmarès

### Jeux olympiques d'hiver
| Épreuve / Édition | Sprint | Sprint                           | 15 km                            | 15 km     | Skiathlon 2 × 15 km | 50 km | Relais                              | Relais    |
| Épreuve / Édition | libre  | classique                        | libre                            | classique | Skiathlon 2 × 15 km | 50 km | Sprint                              | 4 × 10 km |
| JO 2006 Turin     | 28e    | Épreuve inexistante à cette date | Épreuve inexistante à cette date | —         | —                   | —     | Médaille de bronze, Jeux olympiques | 6e        |

Légende :
- : première place, médaille d'or
- : deuxième place, médaille d'argent
- : troisième place, médaille de bronze
- : épreuve inexistante
- — : épreuve non disputée par Alypov

### Coupe du monde
- Meilleur classement général : 41e en 2004.
- 4 podiums :
  - 1 en individuel : 1 troisième place.
  - 3 en équipes dont 1 victoire.
- 1 podium sur une étape du Tour de ski.